# Nikkō Ice Bucks
Nikkō Ice Bucks (ホッケークラブ日光アイスバックス Hokkē Kurabu Nikkō Aisu Bakkusu?) är ett ishockeylag som spelar i Asia League Ice Hockey med sin bas i Nikkō, Japan.

## Historik

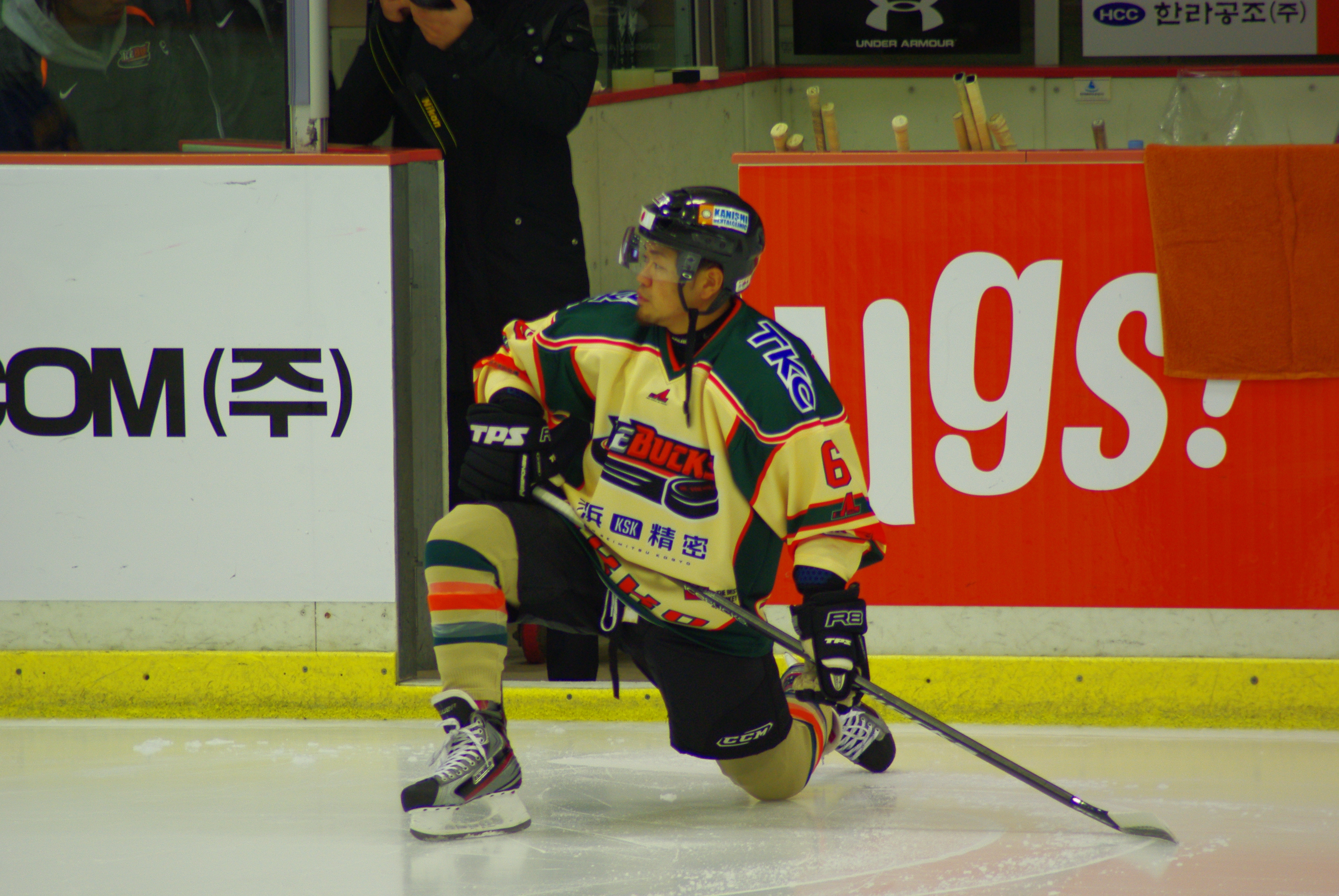
Sumida Yousuke i lagets bortaställ som infördes 2011

Området kring staden Nikkō har en lång tradition av ishockey, med det halvprofessionella laget Furukawa Ice Hockey Club som bildades redan 1925. Furukawa IHC var ett av de ursprungliga lagen i Japan Ice Hockey League (JIHL) som bildades 1966. Laget fick dock läggas ner 1999 på grund av finansiella svårigheter. Efter stort stöd från staden och genom lokal finansiering återskapades laget som ett nytt klubblag. Laget antog namnet HC Nikkō IceBucks och anslöt till ligan inför nästa säsongs start.
När Asia League Ice Hockey bildades var Nikkō ett av de ursprungliga lagen. Under åren 2005-2007 spelade laget vissa av sin hemmamatcher i Kobe, och antog namnet Nikkō Kobe IceBucks. Sedan säsongen 2007/2008 spelas dock inga fler matcher i Kobe, och klubben har återgått till namnet HC Nikkō Ice Bucks.
Laget har konsekvent nått placeringar nära botten av ligan, både i JIHL och ALIH. Enda undantaget är säsongen 2011/2012 då laget nådde final. I finalen förlorade man dock mot Oji Eagles med 3-1 i matcher.

## Spelare
Martin Kariya (bror till Paul Kariya) spelade för klubben säsongen 2004/2005 och František Kaberle Sr. (pappa till František Kaberle och Tomáš Kaberle) spelade här 1982-1984. Ende svensk som spelat i klubben är Patrik Degerstedt, som spelade här under åren 1999-2001.